# Fresonara
Fresonara (tiếng Piedmonte: Fërsnèira) là một đô thị ở tỉnh Alessandria trong vùng Piedmont của Italia, có vị trí cách khoảng 80 km về phía đông nam của Torino và khoảng 15 km về phía đông nam của Alessandria.
Fresonara giáp các đô thị: Basaluzzo, Bosco Marengo, và Predosa.
Năm 1404, khu vực này bị Facino Cane phá hoại. Nó bị Savoy thôn tín trong thế kỷ 18.